# Angleterre du Sud-Ouest
 (août 2024).
Si vous disposez d'ouvrages ou d'articles de référence ou si vous connaissez des sites web de qualité traitant du thème abordé ici, merci de compléter l'article en donnant les références utiles à sa vérifiabilité et en les liant à la section « Notes et références ».
L'Angleterre du Sud-Ouest est une région située dans le sud-ouest de l'Angleterre, la deuxième plus grande région du Royaume-Uni après l'Écosse. Ses administrations sont localisées à Bristol, sa plus grande ville, et Plymouth. Sa superficie est de 23 829 km2, sa population (recensement de 2011) est de 5 289 000 habitants (6e région), soit une densité de 222 hab./km2.

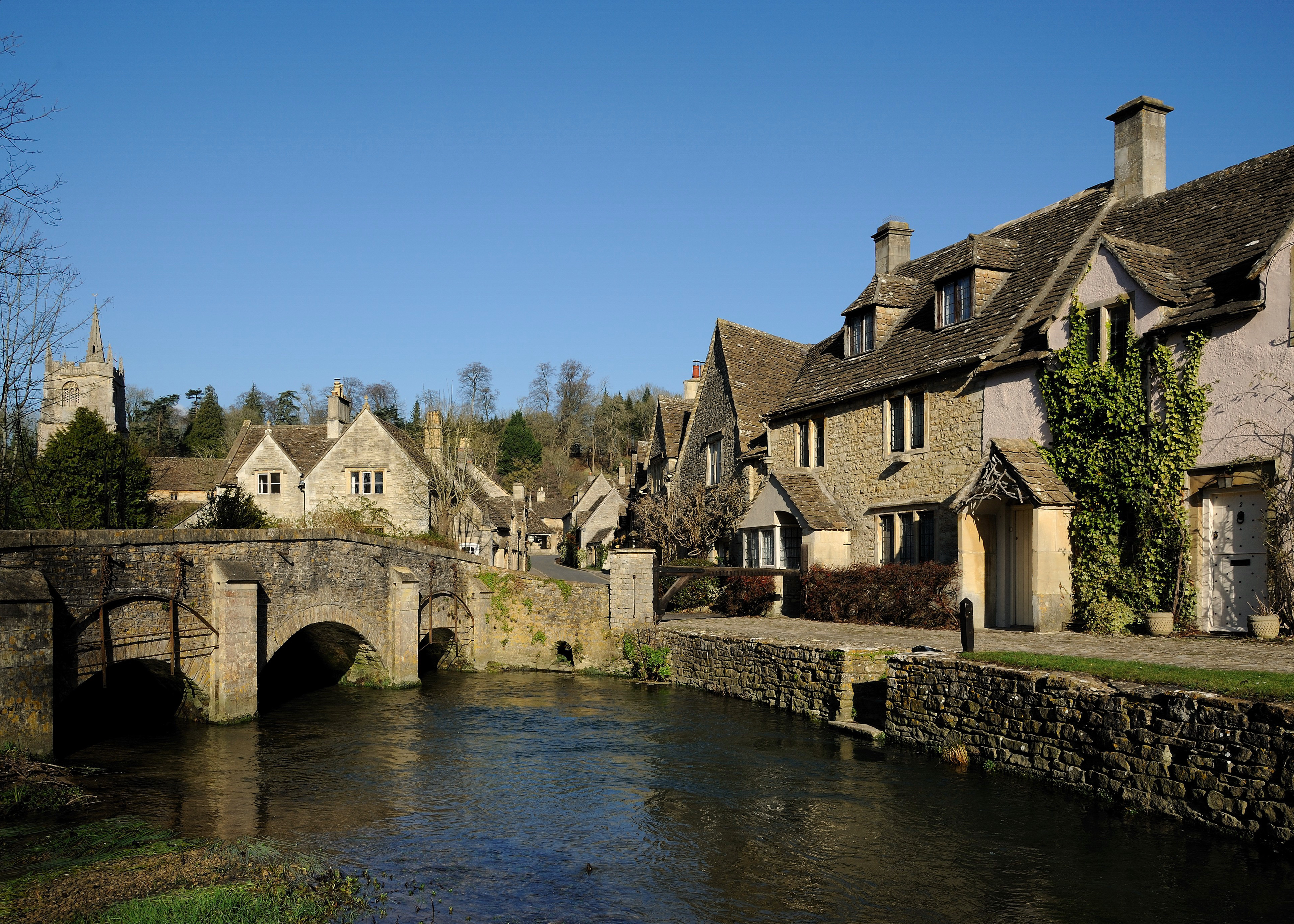
Castle Combe est un petit village des Cotswolds dans le Wiltshire, en Angleterre

## Divisions administratives
Légende
- AU : autorité unitaire (à la fois comté et district non métropolitain)
- CNM : comté non métropolitain

| Carte                | Comté cérémonial               | Comté non métropolitain                                                                                           | Districts, boroughs et cités       |
| -------------------- | ------------------------------ | --- | ---------------------------------- |
|                      | Somerset                       | 1. Bath and North East Somerset AU                                                                                | 1. Bath and North East Somerset AU |
| 2. North Somerset AU | Somerset                       | |                                    |
| 11. Somerset CNM     | Somerset                       | a) South Somerset, b) Taunton Deane, c) West Somerset, d) Sedgemoor, e) Mendip                                    |                                    |
| 3. Bristol AU        |                                | |                                    |
| Gloucestershire      | 4. South Gloucestershire AU    | 4. South Gloucestershire AU                                                                                       |                                    |
| Gloucestershire      | 5. Gloucestershire CNM         | a) Gloucester, b) Tewkesbury, c) Cheltenham, d) Cotswold, e) Stroud, f) Forest of Dean                            |                                    |
| Wiltshire            | 6. Swindon AU                  | 6. Swindon AU |                                    |
| Wiltshire            | 7. Wiltshire AU                | |                                    |
| Dorset               | 8. Dorset CNM                  | a) Weymouth and Portland, b) West Dorset, c) North Dorset, d) Purbeck, e) East Dorset, f) Christchurch            |                                    |
| Dorset               | 9. Poole AU                    | |                                    |
| Dorset               | 10. Bournemouth AU             | |                                    |
| Devon                | 12. Devon CNM                  | a) Exeter, b) East Devon, c) Mid Devon, d) North Devon, e) Torridge, f) West Devon, g) South Hams, h) Teignbridge |                                    |
| Devon                | 13. Torbay AU                  | |                                    |
| Devon                | 14. Plymouth AU                | |                                    |
| Cornouailles         | 15. Îles Scilly AU sui generis | 15. Îles Scilly AU sui generis                                                                                    |                                    |
| Cornouailles         | 16. Cornouailles AU            | |                                    |

## Cornouailles
Serres de l'Eden Project
Trois ans après son ouverture au public, l'Eden Project est devenu l'une des attractions les plus fréquentées en Europe, avec deux millions de visiteurs par an. Près de Saint-Austell, trois immenses bulles en acier léger, installées dans une carrière, dont la plus haute atteint 50 mètres, forment la plus grande serre du monde (tropicale et méditerranéenne), abritant des milliers de plantes et d'arbres (http://www.edenproject.com).
Mine d'étain
L'ancienne mine d'étain de Geevor, sur la côte nord, à 10 km de Penzance, se visite toute l'année (http://www.geevor.com).
Lectures
La Cornouailles a inspiré deux grandes romancières anglaises, Daphné Du Maurier (L'Auberge de la Jamaïque) et Virginia Woolf (La Promenade au phare) : l'auteur évoque ses souvenirs d'enfance à Saint-Ives. Pour se familiariser avec les légendes régionales : Mysteries of the Cornish Coast, de Ian Addicoat et Geoff Buswell ; Cornish Legends, de Robert Hunt. Pour une brève introduction historique : Cornwall's History, de Philip Payron ; King Arthur, Man or Myth ?, de Paul White.

## Domaine du prince Charles
Le prince Charles, duc de Cornouailles, possède un domaine de 52 000 hectares au sol ingrat qui remplace sa liste civile où il a basé une ligne de produits bio. Un village de mille maisons traditionnelles en granit et ardoises vient d'y être construit près de Newquay. Comme il est proche des plages les plus appréciées pour leurs vagues, son surnom est Surfbury.

## Gibraltar
Gibraltar fait partie de l'Union européenne. Pour la première fois en 2004, les habitants ont voté lors des élections européennes en tant que citoyens de la Région de l'Angleterre du Sud-Ouest.

## Musique
Le Sud-Ouest est une région de forte créativité musicale, en particulier en rock, folk, jazz et funk. Le mouvement trip hop s'est développé à Bristol au début des années 1990 autour des groupes Massive Attack et Portishead. Les festivals de musique sont nombreux, notamment ceux de Glastonbury, Ashton Court, l'International Music Festival de Bath et le Cheltenham International Jazz Festival. Parmi les musiciens de la région, on compte notamment Peter Gabriel, Jamie Cullum, Andy Sheppard et Oliver Rocchos.